# Victor Malka
Victor Malka (Casablanca, 1960) é um físico francês.
Recebeu o IEEE Particle Accelerator Science and Technology Award de 2007, o Prêmio Julius Springer de Física Aplicada de 2017 e o Prêmio Hannes Alfvén de 2019.

## Publicações selecionadas
- com A. Modena u. a.: Electron acceleration from the breaking of relativistic plasma waves, Nature, Volume 377, 1995, p. 606
- com F. Amiranoff u. a.: Observation of laser wakefield acceleration of electrons, Physical Review Letters, Volume 81, 1998, p. 995
- com D. Gordon u. a.: Observation of electron energies beyond the linear dephasing limit from a laser-excited relativistic plasma wave, Physical Review Letters, Volume 80, 1998, p. 2133
- com S. Fritzler u. a.: Electron acceleration by a wake field forced by an intense ultrashort laser pulse, Science, Volume 298, 2002, p. 1596–1600
- Faure, Malka u. a.: A laser-plasma accelerator producing monoenergetic electron beams, Nature, Volume 431, 2004, p. 541–544, PMID 15457253
- com A. Rousse u. a.: Production of a keV X-ray beam from synchrotron radiation in relativistic laser-plasma interaction, Phys. Rev. Lett., Volume 93, 2004, p. 135005
- Malka u. a.: Laser-Plasma Wakefield acceleration: Concepts, tests and Premises, Proc. European Particle Accelerator Conference (EPAC) 2006, Edinburgh, S. 10–13
- com J. Faure u. a.: Controlled injection and acceleration of electrons in plasma wakefields by colliding laser pulses, Nature, Volume 444, 2006, p. 737
- com J. Fuchs u. a.: Laser-driven proton scaling laws and new paths towards energy increase, Nature Physics, Volume 2, 2006, p. 48
- com J. Faure u. a.: Principles and applications of compact laser–plasma accelerators, Nature Physics, Volume 4, 2008, p. 447
- com K. T. Phuoc u. a.: All-optical Compton gamma-ray source, Nature Photonics, Volume 6, 2012, p. 308
- com S. Corde u. a.: Femtosecond x rays from laser-plasma accelerators, Reviews of Modern Physics, Volume 85, 2013, p. 1